# یوزف کلوکوفسکی
یوزف کلوکوفسکی (لهستانی: Józef Klukowski; ۲ ژانویهٔ ۱۸۹۴ – ۲۹ آوریل ۱۹۴۴) مجسمه‌ساز اهل لهستان بود.
از افتخارات وی میتوان به کسب مدال طلا و نقره مجسمه‌سازی مدال و نقش برجسته در بخش مسابقات هنری بازی‌های المپیک تابستانی اشاره کرد.
کلوکوفسکی که در قیام ورشو در سال ۱۹۴۴ شرکت کرده بود در حین انتقال از اردوگاه کار اجباری زاخسنهاوزن به اردوگاه کار اجباری برگن-بلزن کشته شد.